# Neuhausen (Waldheim)
Neuhausen ist ein Ortsteil in der Ortschaft Kobelsdorf der Stadt Waldheim im sächsischen Landkreis Mittelsachsen.

## Lage
Das kleine Platzdorf Neuhausen 1 km nördlich von Meinsberg und 2 km nördlich von Waldheim selbst. Die Zschopau, die durch Waldheim fließt, ist westlich rund 600 m und nördlich rund einen Kilometer entfernt. Der Ort auf gut 260 m ist nur über zwei Stichstraßen von Meinsberg bzw. von der Straße Meinsberg-Ziegra erreichbar. Der Ort liegt ungefähr in der Mitte des Dreiecks Chemnitz-Dresden-Leipzig.

## Geschichte
Die Ortsgeschichte geht spätestens auf die Erwähnung Nuenhuß im Jahr 1394 zurück. Spätere Nennungen sind Nawenhusen (1404), Nawenhawßenn (1518), Nauhausen (1551) und Neuhausen (b. Waldheim) (1791, 1875). Der Ort ist seit jeher nach Waldheim gepfarrt. Entsprechend seiner Lage gehörte der Ort zum Amt Rochlitz, dem Gerichtsamt Waldheim und der Amtshauptmannschaft bzw. dem Landkreis Döbeln, bis dieser 2008 im heutigen Kreis aufging. 1551 ist das Dorf in Verbindung mit dem Rittergut Kriebstein erwähnt, 1696 und 1764 mit dem Rittergut Ehrenberg.
Von 1950 an  gehörte Neuhausen zu Meinsberg und entsprechend 1973 zu Ziegra bzw. ab 1994 zu Ziegra-Knobelsdorf. Mit der Aufteilung dieser Gemeinde gehört Neuhausen seit 2013 zu Waldheim.
| Jahr      | 1551                          | 1764                         | 1834 | 1871 | 1890 | 1910 | 1925 | 1939 | 1946 |
| --------- | ----------------------------- | ---------------------------- | ---- | ---- | ---- | ---- | ---- | ---- | ---- |
| Einwohner | 9 besessene Mann, 17 Inwohner | 11 besessene Mann, 3 Häusler | 101  | 122  | 91   | 100  | 90   | 75   | 96   |

1925 waren 88 Einwohner Lutheraner; zwei waren Katholiken.

## Belege
1. 1 2  Neuhausen – HOV | ISGV. Abgerufen am 26. März 2024.